# Зашто се нисте убили: тражење смисла живљења
Зашто се нисте убили: тражење смисла живљења (  — „...и даље реци „да” животу: психолог доживљава концентрациони логор”), је књига аустријског неуролога и психијатра Виктора Франкла.

## Кратак опис
Ова књига описује његова искуства у концентрационом логору током Другог светског рата, где он говори о тражењу смисла живљења и где нуди разлог за живот, упркос тешким околностима. Она сведочи o томе да живот »не само да има смисао, него га и задржава у свим условима и у свим околностима«, ма како се ове човеку чиниле тешким и неиздрживим. Написана je 1945. године, за само девет дана, такорећи »из душе«. Преведена на двадесетак језика, ова књига, мала по обиму, a велика по свом значају, више од пола века не губи ни мало од своје актуелности.
Књига се састоји из два дела. У првом делу Франкл анализира своја искуства у концентрационим логорима, док у другом делу износи своје идеје о смислу и своју теорију која се назива логотерапија.

## Први део: Доживљаји једног психолога у концентрационом логору
У првом делу књиге Франкл говори о ономе што је три године доживљавао у четири концентрациона логора током Другог светског рата али не са идејом толико да пише о концентрационим логорима као таквим, већ да извуче поуке које би вределе за будућност. Концентрациони логор је ту само као пример једног изузетно трауматичног искуства, а Франклова идеја је да докаже кроз тај пример не само да живот има смисао, већ и да га задржава у свим условима и под свим околностима. Франкл је у логору приметио следеће: шансу да преживе су имали углавном они који су били психолошки усмерени на будућност, на неки задатак који је требало да испуне у будућности, на смисао чије их је остварење у неку руку очекивало, или на неку особу која их је чекала са љубављу.
Франкл идентификује три фазе душевног реаговања логораша на живот у логору: 1. период одмах по уласку у логор који обележава симптом шока, 2. период логорске рутине и апатије, када логораш упада у својеврсно емоционално мртвило и 3. период после ослобођења, када логораш покушава да се врати нормалном животу али му то нипошто није лако јер пут од огромног психолошког притиска и напетости у логору до душевног мира није нипошто пут без препрека.

## Други део: Основни појмови логотерапије
У другом делу књиге Франкл излаже основне појмове теорије своје психотерапије. Његова школа психотерапије се назива логотерапија. То је терапија смислом, која је усмерена ка будућности, у средишту су јој задаци и смисао које пацијент треба да испуни у својој будућности. У логотерапији се пацијент суочава са смислом свог живота и према њему се усмерава. Логос је грчка реч и значи смисао. Логотерапија се усредсређује на смисао човекове егзистенције и његово тражење тог смисла. Настојање да се у животу пронађе смисао је примарна мотивациона снага у човеку, зато у логотерапији говоримо о вољи за смислом насупрот принципу задовољства, тј. вољи за уживањем на коју се усредсређује класична психоанализа, и насупрот Адлеровој вољи за моћ.
Према Франклу, човекова воља за смислом је примарни покретач у његовом животу. Смисао није исти за сваког човека, већ је за сваког јединствен и специфичан и човек мора да га пронађе и испуни како би задовољио своју вољу за смислом. Ако је човекова воља за смислом фрустрирана, тада се у логотерапији говори о егзистенцијалној фрустрацији, која се може развити и у неурозу. Смисао гура човека напред. За душевно здравље је потребан одређен степен напетости: напетости између оног што је већ постигнуто и оног што још мора да се уради.
Смисао живота је карактеристичан за сваког човека, он се непрестано мења и никада не престаје да постоји. По логотерапији, животни смисао се може остварити на три начина. Те три могућности су: 1. кроз стварање нечега, кроз рад; 2. кроз љубав, неко познанство, искуство; 3. када се сретнемо са неумољивом судбином коју не можемо променити (као што је, на пример, неизлечива болест) можемо променити сопствени став према тој судбини.
Франкл каже да, када је све друго одузето, човек и даље има своју последњу слободу, a то је слобода да ‘бира свој став у било каквом склопу околности’. Ми доносимо одлуку да наставимо даље, да наставимо да се будимо и живимо свој живот сваки дан, зато што верујемо да постоји нека виша сврха – да наша патња није узалудна.
„На неки начин, патња престаје да буде патња у тренутку када добије смисао, као што је смисао жртвовања“

## Утицај данас
Према истраживању Конгресне библиотеке Сједињених Америчких Држава, књига Зашто се нисте убили: Тражење смисла живљења, у оригиналу “Man’s Search for Meaning” (Човекова потрага за смислом), је једна од десет најутицајнијих књига у САД. До момента смрти њеног аутора 1997. године, књига је већ била продата у више од 10 милиона примерака, и преведена на 24 језика. Чини се да је ова књига и данас актуелна као и када се појавила.